# Tesia superciliaris
La tesia de Java (Tesia superciliaris) es una especie de ave paseriforme de la familia Cettiidae endémica de la isla de Java, en Indonesia. Es un pájaro de porte pequeño con patas largas y casi sin cola.

## Distribución geográfica yhábitat
Es una especie endémica de los montes de la isla de Java. Habita en el sotobosque de los bosques tropicales montanos, donde se alimenta de insectos.